# Eugenia sancarlosensis
Eugenia sancarlosensis är en myrtenväxtart som beskrevs av Barrie. Eugenia sancarlosensis ingår i släktet Eugenia och familjen myrtenväxter.
Artens utbredningsområde är Costa Rica. Inga underarter finns listade i Catalogue of Life.